# Ozarba tilora
Ozarba tilora là một loài bướm đêm trong họ Noctuidae.